# كينغ سيتي (كاليفورنيا)
كينغ سيتي (بالإنجليزية: King City)‏ هي إحدى مدن مقاطعة مونتيري، كاليفورنيا. تم إعطاءها لقب مدينة في 9 فبراير، 1911.

## التركيبة السكانية
حدّد مكتب تعداد الولايات المتحدة بيانات التركيبة السكانية لكينغ سيتي في تعداد الولايات المتحدة. في ما يلي، التركيبة السكانية حسب تعدادي 2000 و2010.

### تعداد عام 2000
بلغ عدد سكان كينغ سيتي 11,094 نسمة بحسب تعداد عام 2000، وبلغ عدد الأسر 2,736 أسرة وعدد العائلات 2,252 عائلة مقيمة في المدينة. في حين سجلت الكثافة السكانية 1,083.4 نسمة لكل كيلومتر مربع (2,806.0/ميل2). وبلغ عدد الوحدات السكنية 2,822 وحدة بمتوسط كثافة قدره 275.6 لكل كيلومتر مربع (713.8/ميل2).
وتوزع التركيب العرقي للمدينة بنسبة 42.09% من البيض و0.59% من الأمريكيين الأفارقة و1.05% من الأمريكيين الأصليين و1.23% من الأمريكيين ذوي الأصول الآسيوية و0.14% من سكان جزر المحيط الهادئ و50.46% من الأعراق الأخرى و4.46% من عرقين مختلطين أو أكثر و80.42% من الهسبانيون أو اللاتينيون من أي عرق.
بلغ عدد الأسر 2,736 أسرة كانت نسبة 60.6% منها لديها أطفال تحت سن الثامنة عشر تعيش معهم، وبلغت نسبة الأزواج القاطنين مع بعضهم البعض 62.2% من أصل المجموع الكلي للأسر، ونسبة 12.4% من الأسر كان لديها معيلات من الإناث دون وجود شريك، بينما كانت نسبة 7.7% من الأسر لديها معيلون من الذكور دون وجود شريكة وكانت نسبة 17.7% من غير العائلات. تألفت نسبة 13.5% من أصل جميع الأسر من عدة أفراد يعيشون في نفس المنزل ونسبة 6% كانت تتألف من شخص يعيش بمفرده يبلغ من العمر 65 عاماً أو أكثر. وبلغ متوسط حجم الأسرة المعيشية 4.03، أما متوسط حجم العائلات فبلغ 4.28.
بلغ العمر الوسطي للسكان 25.3 عاماً. وكانت نسبة 35.6% من القاطنين تحت سن الثامنة عشر، وكانت نسبة 13.6% بين الثامنة عشر والرابعة والعشرين عاماً، ونسبة 31% كانت واقعةً في الفئة العمرية ما بين الخامسة والعشرين والرابعة والأربعين عاماً، ونسبة 13.1% كانت ما بين الخامسة والأربعين والرابعة والستين، ونسبة 6.1% كانت ضمن فئة الخامسة والستين عاماً فما فوق. يوجد لكل 100 أنثى 115.5 ذكر، ويوجد لكل 100 أنثى في الثامنة عشر من عمرها فما فوق 119.2 ذكر.
بلغ متوسط دخل الأسرة في المدينة 34,398 دولارًا، أما متوسط دخل العائلة فبلغ 33,750 دولارًا. وكان متوسط دخل الذكور 27,377 دولارًا مقابل 25,286 دولارًا للإناث. وسجل دخل الفرد الخاص بالمدينة 11,685 دولارًا. وكانت نسبة 16.9% من العائلات ونسبة 20.8% من السكان تحت خط الفقر، وكان من هؤلاء نسبة 24% تحت سن الثامنة عشر ونسبة 17.1% في الخامسة والستين من العمر وما فوق.

### تعداد عام 2010
بلغ عدد سكان كينغ سيتي 12,874 نسمة بحسب تعداد عام 2010، وبلغ عدد الأسر 3,008 أسرة وعدد العائلات 2,481 عائلة مقيمة في المدينة. في حين سجلت الكثافة السكانية 1,257.2 نسمة لكل كيلومتر مربع (3,256.1/ميل2). وبلغ عدد الوحدات السكنية 3,218 وحدة بمتوسط كثافة قدره 314.3 لكل كيلومتر مربع (814.0/ميل2).
وتوزع التركيب العرقي للمدينة بنسبة 47.95% من البيض و1.17% من الأمريكيين الأفارقة و2.70% من الأمريكيين الأصليين و1.34% من الأمريكيين ذوي الأصول الآسيوية و0.06% من سكان جزر المحيط الهادئ و42.34% من الأعراق الأخرى و4.45% من عرقين مختلطين أو أكثر و87.51% من الهسبانيون أو اللاتينيون من أي عرق.
بلغ عدد الأسر 3,008 أسرة كانت نسبة 61.6% منها لديها أطفال تحت سن الثامنة عشر تعيش معهم، وبلغت نسبة الأزواج القاطنين مع بعضهم البعض 60.6% من أصل المجموع الكلي للأسر، ونسبة 12.8% من الأسر كان لديها معيلات من الإناث دون وجود شريك، بينما كانت نسبة 9% من الأسر لديها معيلون من الذكور دون وجود شريكة وكانت نسبة 17.5% من غير العائلات. تألفت نسبة 13.7% من أصل جميع الأسر من عدة أفراد يعيشون في نفس المنزل ونسبة 6.2% كانت تتألف من شخص يعيش بمفرده يبلغ من العمر 65 عاماً أو أكثر. وبلغ متوسط حجم الأسرة المعيشية 4.26، أما متوسط حجم العائلات فبلغ 4.47.
بلغ العمر الوسطي للسكان 25.9 عاماً. وكانت نسبة 34% من القاطنين تحت سن الثامنة عشر، وكانت نسبة 14.1% بين الثامنة عشر والرابعة والعشرين عاماً، ونسبة 30.6% كانت واقعةً في الفئة العمرية ما بين الخامسة والعشرين والرابعة والأربعين عاماً، ونسبة 15.4% كانت ما بين الخامسة والأربعين والرابعة والستين، ونسبة 5.9% كانت ضمن فئة الخامسة والستين عاماً فما فوق. وتوزع التركيب الجنسي للسكان بنسبة 53.6% ذكور و46.4% إناث.

## المناخ
يظهر الجدول التالي التغييرات المناخية على مدار السنة لكينغ سيتي:
| البيانات المناخية لـكينغ سيتي       | البيانات المناخية لـكينغ سيتي | البيانات المناخية لـكينغ سيتي | البيانات المناخية لـكينغ سيتي | البيانات المناخية لـكينغ سيتي | البيانات المناخية لـكينغ سيتي | البيانات المناخية لـكينغ سيتي | البيانات المناخية لـكينغ سيتي | البيانات المناخية لـكينغ سيتي | البيانات المناخية لـكينغ سيتي | البيانات المناخية لـكينغ سيتي | البيانات المناخية لـكينغ سيتي | البيانات المناخية لـكينغ سيتي | البيانات المناخية لـكينغ سيتي |
| الشهر                               | يناير                         | فبراير                        | مارس                          | أبريل                         | مايو                          | يونيو                         | يوليو                         | أغسطس                         | سبتمبر                        | أكتوبر                        | نوفمبر                        | ديسمبر                        | المعدل السنوي                 |
| ----------------------------------- | ----------------------------- | ----------------------------- | ----------------------------- | ----------------------------- | ----------------------------- | ----------------------------- | ----------------------------- | ----------------------------- | ----------------------------- | ----------------------------- | ----------------------------- | ----------------------------- | ----------------------------- |
| الدرجة القصوى °ف (°م)               | 86 (30)                       | 90 (32)                       | 93 (34)                       | 104 (40)                      | 108 (42)                      | 112 (44)                      | 111 (44)                      | 113 (45)                      | 115 (46)                      | 109 (43)                      | 95 (35)                       | 91 (33)                       | 115 (46)                      |
| متوسط درجة الحرارة الكبرى °ف (°م)   | 63.0 (17.2)                   | 65.6 (18.7)                   | 69.4 (20.8)                   | 73.9 (23.3)                   | 78.5 (25.8)                   | 82.7 (28.2)                   | 85.0 (29.4)                   | 85.3 (29.6)                   | 84.8 (29.3)                   | 79.3 (26.3)                   | 69.0 (20.6)                   | 62.1 (16.7)                   | 74.9 (23.8)                   |
| متوسط درجة الحرارة الصغرى °ف (°م)   | 37.0 (2.8)                    | 39.6 (4.2)                    | 41.6 (5.3)                    | 43.0 (6.1)                    | 46.9 (8.3)                    | 50.1 (10.1)                   | 52.8 (11.6)                   | 52.7 (11.5)                   | 50.6 (10.3)                   | 45.9 (7.7)                    | 40.0 (4.4)                    | 36.4 (2.4)                    | 44.7 (7.1)                    |
| أدنى درجة حرارة °ف (°م)             | 15 (−9)                       | 19 (−7)                       | 22 (−6)                       | 24 (−4)                       | 31 (−1)                       | 36 (2)                        | 34 (1)                        | 31 (−1)                       | 32 (0)                        | 23 (−5)                       | 20 (−7)                       | 14 (−10)                      | 14 (−10)                      |
| الهطول إنش (مم)                     | 2.34 (59)                     | 2.51 (64)                     | 2.20 (56)                     | 0.78 (20)                     | 0.31 (7.9)                    | 0.05 (1.3)                    | 0.01 (0.25)                   | 0.01 (0.25)                   | 0.18 (4.6)                    | 0.63 (16)                     | 1.13 (29)                     | 1.95 (50)                     | 12.10 (307)                   |
| متوسط أيام هطول الأمطار (≥ 0.01 in) | 8.0                           | 8.6                           | 7.6                           | 4.6                           | 2.0                           | 0.4                           | 0.1                           | 0.2                           | 0.8                           | 2.3                           | 5.0                           | 8.1                           | 47.7                          |
| المصدر: NOAA                        |                               |                               |                               |                               |                               |                               |                               |                               |                               |                               |                               |                               |                               |

## أعلام
- ويليام جاي أوزوالد
- جورج تايلور موريس
- جيف أندروس

## الموقع الجغرافي
الموقع الجغرافي للمناطق المحيطة بهذه النقطة هو كالتالي: